# Acanthobrama marmid
Acanthobrama marmid is een straalvinnige vissensoort uit de familie van karpers (Cyprinidae). De wetenschappelijke naam van de soort is voor het eerst geldig gepubliceerd in 1843 door Johann Jakob Heckel.
A. marmid werd in 1836 verzameld bij Aleppo (Syrië) tijdens een wetenschappelijke reis van de geoloog Joseph Russegger.